# 运载体
运载体（vector）又称载体，即基因工程载体，此處是指基因或分子的選殖（克隆）載體，是可作携带外来遗传物质进入另一细胞的媒介DNA或RNA分子，且能复制和/或表現。含有外源DNA的载体，称为重組DNA。 
四种主要类型的载体是：质粒，病毒载体（例如λ噬菌體），黏質體，和人工染色体。最常用的载体是质粒。所有遗传工程化的载体，共同点是具有复制起点，多克隆位点和可选择的标记。
将载体插入靶细胞通常称为细菌细胞的转化(Transformation)，真核细胞的转染(Transfection)，尽管病毒载体的插入通常称为转导(Transduction)。

## 外部連結
- 載體 （页面存档备份，存于）
- Molecular Cloning: A Laboratory Manual (Fourth Edition) （页面存档备份，存于）